# Kangaroo Island (Tasmanien)
Kangaroo Island är en ö i Australien. Den ligger i delstaten Tasmanien, i den sydöstra delen av landet, omkring 320 kilometer nordväst om delstatshuvudstaden Hobart.
I omgivningarna runt Kangaroo Island växer i huvudsak städsegrön lövskog. Trakten runt Kangaroo Island är nära nog obefolkad, med mindre än två invånare per kvadratkilometer. Genomsnittlig årsnederbörd är 1 428 millimeter. Den regnigaste månaden är augusti, med i genomsnitt 220 mm nederbörd, och den torraste är februari, med 46 mm nederbörd.